# Charles Montagu-Scott, 4:e hertig av Buccleuch
Charles William Henry Montagu-Scott, 4:e hertig av Buccleuch, 6:e hertig av Queensberry, född den 24 maj 1772, död den 20 april 1819, var en brittisk politiker, son till Henry Scott, 3:e hertig av Buccleuch och lady Elizabeth Montagu.
Montagu-Scott var parlamentsledamot (tory) 1793-1796, 1796-1804 och 1805-1807. Han var även lordlöjtnant för Dumfriesshire mellan 1798 och 1819. 

## Familj
Gift 1795 med Harriet Katherine Townshend (1773-1814), dotter till Thomas Townshend, 1:e viscount Sydney, med vilken han hade följande barn:
- Lady Harriet Janet Sarah Montagu-Scott (död 1870) , gift med prästen Edward Moore
- George Henry Scott, Lord Scott av Whitchester (1798-1808)
- Lady Charlotte Albina Montagu-Scott (1799-1828), gift med James Thomas Stopford, earl av Courtown
- Lady Isabella Mary Montagu-Scott (1805-1829) , gift med överstelöjtnant Peregrine Francis Cust
- Walter Montagu-Douglas-Scott, 5:e hertig av Buccleuch (1806-1884)
- Lord John Douglas Scott (1809-1860)
- Lady Margaret Harriet Montagu-Scott (1811-1846), gift med Charles Marsham, 3:e earl av Romney